# 夢で逢いましょう (漫画)
『夢で逢いましょう』（ゆめであいましょう）は光文社『コミックBE』で連載された山本直樹の青年漫画作品。

## 収録
- 夢で逢いましょう

その1 犬の生活
その2 犬にインタビュー
その3 メドレー
その4 管理人さん
その5 Listen to my heartbeat
- ×つのき駅
- のんきな姉さん

Part 1 新人シャンソン歌手シャンソンショー殺人事件
Part 2 Sexual harassment in the workplace
Part 3 Merry Christmas

## 単行本
全1巻 (A5)。
- 1993年4月30日発行